# Vítkovice (Ostrava)

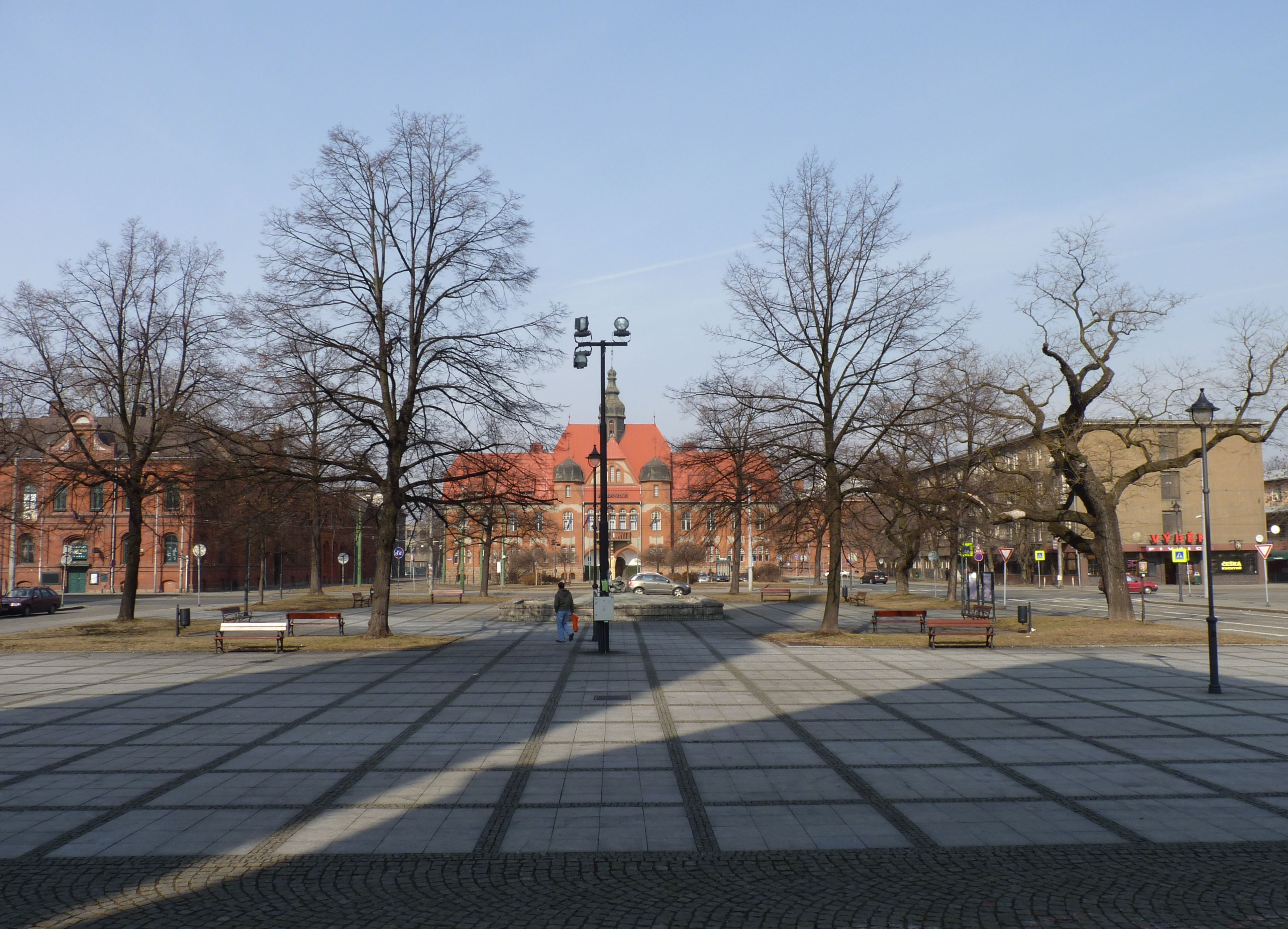
Vítkovická radnice na Mírovém náměstí v roce 2012

Vítkovice jsou bývalé město, roku 1924 připojené k Moravské Ostravě, od 24. listopadu 1990 městský obvod statutárního města Ostravy. Mají rozlohu 648,2 ha, leží na levém břehu řeky Ostravice na východě moravské části města. Městský obvod zahrnuje celé katastrální území historického města Vítkovic a východní část historické obce Zábřeh nad Odrou, jíž je katastrální území Zábřeh-VŽ. Od roku 2003 je jejich historické jádro prohlášeno za městskou památkovou zónu.

## Historický přehled

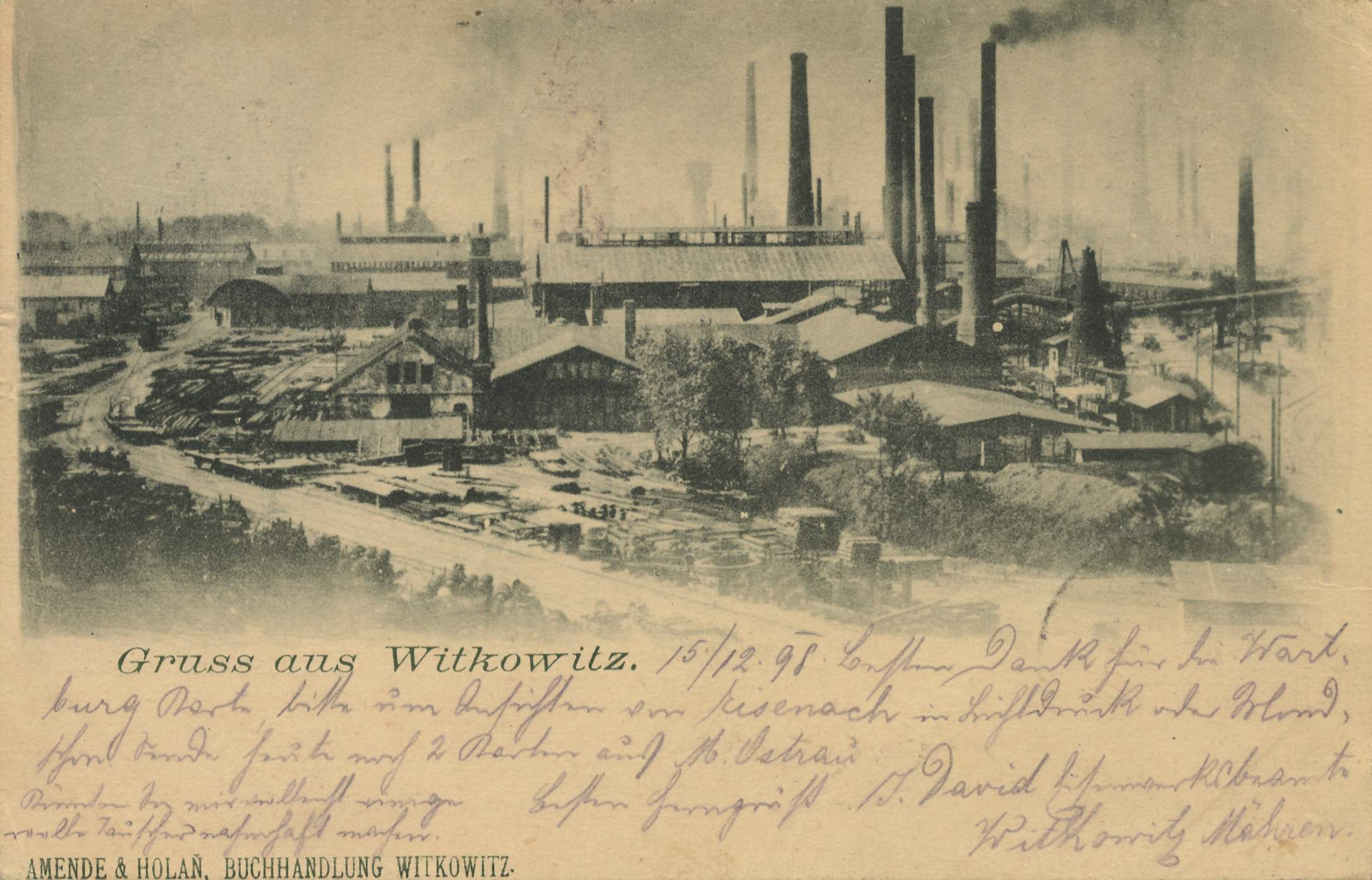
Pohlednice z roku 1898 s Vítkovicemi

Nejstarší zmínka o Vítkovicích (Witchendorff), které byly původně malou vsí ležící poblíž Moravské Ostravy, je z roku 1357. Název Vítkovice byl zřejmě odvozen od Vítka z Vikštejna, který v roce 1369 držel biskupský hrad Schauenstein v Kopřivnici. Biskupskou vsí zůstaly Vítkovice až do reformy v roce 1848. Roku 1908 byly Vítkovice povýšeny na město a 29. ledna 1924 byly přes určitý svůj odpor připojeny k Moravské Ostravě. Město bylo během druhé světové války osvobozeno Rudou armádou dne 30. dubna 1945. Před rokem 1990 bylo území celého dnešního městského obvodu Vítkovice součástí městského obvodu Ostrava 3. Roku 1990 pak vzniká moderní samosprávný městský obvod Vítkovice, jehož součástí se stalo i katastrální území Zábřeh-VŽ, původně tvořící součást Zábřehu nad Odrou.
Vítkovice jsou známy především jako průmyslové centrum. Podnět k jeho vzniku dal v roce 1828 olomoucký arcibiskup arcivévoda Rudolf, když na doporučení vídeňského profesora Franze Xavera Riepla postavil pudlovací pec. Tzv. Rudolfova huť způsobila revoluční přeměnu zemědělské osady na moderní průmyslové město. Výhodou Vítkovic byla výhodná poloha poblíž bohatých ostravských ložisek uhlí, beskydských zdrojů železné rudy a vody z Ostravice. V roce 1843 koupil huť rakouský bankéř Salomon Mayer Rothschild.
Česká obecná škola zde vznikla v roce 1894, měšťanka byla zřízena roku 1910. V roce 1919 byla založena čtyřletá průmyslová střední škola. Farní správu vykonávala moravskoostravská farnost. Samostatné farnosti se Vítkovičtí dočkali v roce 1887, rok po dostavění kostela svatého Pavla.

## Obyvatelstvo
| Rok  | Obyv.  | ± %      |
| ---- | ------ | -------- |
| 1869 | 1 677  | —        |
| 1880 | 2 591  | +54,5 %  |
| 1890 | 10 294 | +297,3 % |
| 1900 | 19 123 | +85,8 %  |
| 1910 | 23 151 | +21,1 %  |
| 1921 | 27 358 | +18,2 %  |
| 1930 | 25 820 | −5,6 %   |
| 1950 | 20 774 | −19,5 %  |

| Rok  | Obyv.  | ± %     |
| ---- | ------ | ------- |
| 1961 | 16 907 | −18,6 % |
| 1970 | 10 116 | −40,2 % |
| 1980 | 9 555  | −5,5 %  |
| 1991 | 7 292  | −23,7 % |
| 2001 | 7 518  | +3,1 %  |
| 2011 | 6 916  | −8 %    |
| 2021 | 7 653  | +10,7 % |

## Pamětihodnosti
- Busta arcivévody Rudolfa – socha před Kostelem svatého Pavla
- Dolní oblast Vítkovice – národní kulturní památka skládající se z dolu Hlubina, koksovny a vysoké pece
  - Aula Gong
  - Bolt Tower
- Komplex domů na Mírovém náměstí – unikátní dochovaný urbanistický celek
- Kostel svatého Pavla – novogotický trojlodní kostel
- farní budova[5] – postavena v těsné blízkosti kostela sv. Pavla, architekt Hans Ulrich
- Rothschildův empírový zámek[6] – původní sídlo majitelů železáren z let 1846–1847
- Stará kovárna a ocelárna – původní stavby z režného zdiva z 80. let 19. století
- Štítová kolonie – soubor obytných domů z období 1883–1885
- Vítkovická radnice – zachovalá historická budova z let 1901–1902, postavená rakouským architektem Maxem von Ferstelem

## Symboly
Znak (potvrzen historický znak)
Polcený štít; v levém černém poli vyniká půl zlato-červeně šachované moravské orlice, levá polovina dělena, v horním zeleném poli zkřížená stříbrná hornická kladívka s topůrky přirozených barev, v dolním poli na zelené hrázi rybníka půl a tři jedle přirozených barev, nad nimi tři letící stříbrní ptáci.
Prapor
List tvoří černý svislý pruh široký 1/3 délky listu s polovinou žluto-červeně šachované moravské orlice vynikající od dělicí linky a čtyři vodorovné pruhy střídavě zelený a modrý. Prapor byl udělen usnesením Rady města Ostravy číslo 398/10 z 11.04.1995.

## Osobnosti

### Rodáci
- Jožka Jabůrková – novinářka, umučena nacisty
- Bl. Marie Antonína Kratochvílová – řádová sestra, blahořečena Janem Pavlem II.
- Miroslav Klega – hudební skladatel
- Ludvík Klega – režisér
- Leo Sotorník – sportovec
- Věra Tošenovská – akademická malířka
- Marie Holková – spisovatelka
- Ilse Weberová – spisovatelka, oběť holokaustu
- Beno Blachut – operní pěvec, národní umělec
- Miroslav Stoniš – spisovatel

### Úmrtí
- Norbertina Kinská (1888–1923) zdravotnice v první světové válce, matka lichtenštejnské kněžny Georginy.